# Хари Стојка
Хари Стојка (Беч, 22. јул 1957) аустријски је гитариста, певач, композитор и један од савремених џез музичара из Беча.

## Биографија
Рођен је 22. јула 1957. у Бечу. Потиче из дијаспорског племена Ловара које се у другој половини 19. века иселило из Мађарске у данашњу Аустрију. Велики део његове породице је био жртва Другог светског рата, само шест од првобитних преко двеста чланова проширене породице је преживело нацистички режим међу којима је и његов отац, музичар Јохан Монго Стојка. Када је имао шест година од оца је добио пластичну гитару коју му је донео са прославе, а убрзо након тога и прави инструмент. Поред традиционалних ромских песама које су се певале на свечаностима, породица Стојка је слушала музику Елвиса Преслија, Френка Синатре, Битлса и друге. Као млад Хари Стојка је посебно волео Џорџа Харисона који му је био идол. Каријеру професионалног музичара је започео 1970. године са групом Jano & Harri Stojka коју је основао као тинејџер са својим рођаком Карлом Рацером. Након што је свирао у разним бендовима као гитариста и басиста основао је Harri Stojka Express 1973. године. Углавном је свирао џез-фанк и свој први ЛП албум Sweet Vienna је издао 1978, а 1980. албум ...of the Bone. Следеће године је свирао на Guitar Summit одржаном на реномираном Montreux Jazz Festival где је одушевио критичаре и публику. Осамдесетих је свирао у Монтреу са Ларијем Коријелом и Бирелом Лагреном. Од средине 1990-их је био све више укључен у различите пројекте ромске музике, а посебно њене фузије са другим стиловима. Године 2004. је објавио албум A Tribute to Swing који је номинован за награду немачке музичке критике и за најбољу инострану CD продукцију 2005. Часопис Concerto га је исте године прогласио за најбољег музичара у категорији Jazz National. Године 2011. је објавио три CD-а, а последњи је албум Gitancoeur d’Europe. Заједно са виолинистом Мосом Шишићем је путовао и исраживао своје музичке корене, имали су светску музичку турнеју од Раџастана преко југоисточне Европе до Париза и даље до Луизијане. Пројекат је претворен у филм па су пет недеља заједно са аустријским ромским редитељем путовали по Индији, филм је 2011. проглашен за Најбољи биоскопски документарац. Године 2014. је објавио албуме Heavy Stuff и Hot Club de Vienne.
Поред музичке делатности се бави разним културно–историјским, друштвеним и политичким пројектима. Године 2012. је заједно са Gipsy Music Association покренуо фотографску кампању Ich bin gegen das Wort Zigeuner (Ја сам против речи „Циганин”). Кампања је била усмерена против употребе овог, како верују, погрдног и дискриминишућег израза и подржана је од стране великог броја истакнутих личности и добила је широку медијску покривеност како у Аустрији тако и у иностранству. За своју посвећеност, Хари Стојка је одликован Златним одликовањем за заслуге у Републици Аустрији 2013. Данас редовно организује радионице углавном на тему џипси џеза и ромске музике, одржава концерате широм света и свира на џез и светским музичким фестивалима, као и у клубовима.

## Дискографија
- Off the Bone (WEA, 1980)
- Live at Montreux (WEA, 1981)
- Camera (WEA, 1981)
- Tight (WEA, 1982)
- Brother to Brother (WEA, 1985)
- Live (Spray 1987)
- Say Yes (JMS, 1989)
- Harri Stojka (Gipsy, 1996)
- Kunst Im Grauen Haus 1998 with Rudi Wilfer (Rst, 1998)
- Gitancoeur (2000)
- Unplugged (2002)
- Live at the Roma Wedding (2004)
- A Tribute to Swing (2004)
- Garude Apsa (2005)
- 98 86 (Gipsy, 2005)
- In Between (Pate, 2009)
- Gitancoeur D'Europe (EmArcy/Universal, 2011)
- India Express (Gipsy, 2012)
- A Tribute to the Beatles (Lotus 2016)
- Other Doors (Lotus, 2017)
- Psycho Guitar (Gipsy, 2019)